# Rouget-guvat
A Rouget-guvat (Rougetius rougetii) egy guvatfélék (Rallidae) családjába tartozó madárfaj, mely a Rougetius nem egyetlen faja. Kizárólag Etiópia és Eritrea területén található meg.

## Leírása
Természetes élőhelye a szubtrópusi és trópusi nagy tengerszint feletti magasságban elhelyezkedő cserjések, magaslati gyepek, folyók, mocsarak, legelők, vidéki kertek és városi parkok. Az élőhely elvesztése fenyegeti.
Tápláléka vízi rovarokból, puhatestűekből és csigákból áll.

## Képek

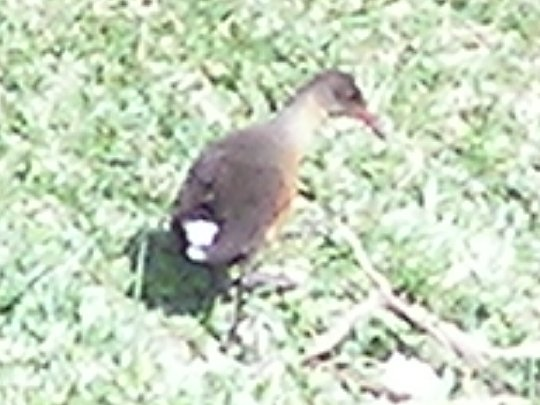
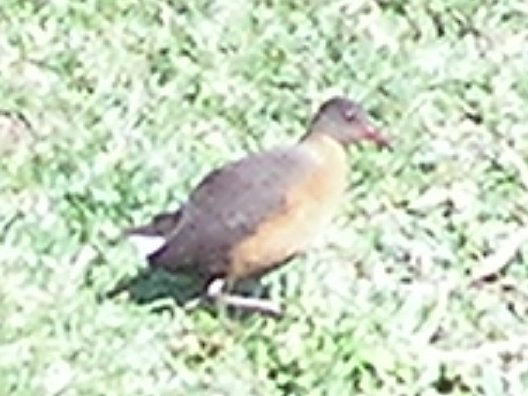